# Кувыкта
Кувы́кта — посёлок в Тындинском районе Амурской области России. Административный центр и единственный населённый пункт Кувыктинского сельсовета.

## География
Посёлок находится на берегу реки Кованта, в 1,5 км от правого берега реки Геткан (левый приток Тынды), на Байкало-Амурской магистрали, на расстоянии 35 км к западу от города Тында, административного центра района. На запад от посёлка идёт дорога к посёлку Хорогочи.
Посёлок Кувыкта, как и Тындинский район, приравнен к районам Крайнего Севера.

## Население
| 2002 | 2010 | 2012 | 2013 | 2014 | 2015 | 2016 |
| ---- | ---- | ---- | ---- | ---- | ---- | ---- |
| 321  | ↘315 | ↘307 | ↘301 | ↘297 | ↗306 | →306 |
| 2017 | 2018 |      |      |      |      |      |
| ↘296 | ↘278 |      |      |      |      |      |

## Улицы
В посёлке имеется одна улица — Первостроителей.

## Инфраструктура
Станция Кувыкта; с 1997 года восточный участок БАМа относится к Дальневосточной железной дороге.